# Горњи Тишковац
Горњи Тишковац је насељено мјесто у Босни и Херцеговини у Граду Бихаћу, које административно припада Федерацији Босне и Херцеговине. Према попису становништва из 1991. у насељу је живјело 141 становника, док према попису из 2013. у насељу живи 26 становника.

## Географија
Горњи Тишковац се налази јужно од Трубара, на самом југу дрварског подручја, према Босанском Грахову. Да би становници овог мјеста дошли у средиште града коме припадају (Бихаћа), морају проћи кроз средиште друге општине Дрвар.
Горњи Тишковац припада Унско-санском кантону. Неколико километара јужније, налази се Доњи Тишковац који припада Кантону бр. 10. Са друге стране рјечице Бутижнице, у сусједној Хрватској налази се село Тишковац Лички, које се смјестило на самој граници Задарске и Шибенско-книнске жупаније (која је уједно и граница Лике и Далмације на том потезу). У непосредној близини је и Личко-сењска жупанија. У Тишковац Лички се може ући само из Горњег Тишковца.

## Историја
Село Тишковац је током босанско-херцеговачког устанка било поприште великих борби, и привремено сједиште Народне устаничке скупштине, као и потоње Привремене босанске владе. У Тишковцу су одржане двије Народне скупштине, прва Народна скупштина је одржана на православни празник Михољдан 29. септембра по старом каленадру, то јест 12. октобра по новом календару, 1877. у Кравјаку, засеоку села Тишковца, док је друга скупштина одржана 23. фебруара по старом каленадру, то јест 8. марта по новом календару, 1878. у центру села.
До 1996. године, село Тишковац се административно налазило у општини Дрвар, а током Одбрамбено-отаџбинског рата било је у саставу Републике Српске, да би власти тадашње Муслиманско-хрватске федерације, заједно са већим бројем околњих српских села припојиле Горњи Тишковац Граду Бихаћу.

## Становништво
| Националност       | 2013 | 1991. | 1981. | 1971. |
| Срби               | 26   | 140   | 76    | 107   |
| Југословени        |      |       | 1     | 41    |
| Хрвати             |      |       |       |       |
| Муслимани          |      |       |       |       |
| остали и непознато |      |       |       |       |
| Укупно             | 26   | 141   | 117   | 107   |